# Thou, Cher
Thou är en kommun i departementet Cher i regionen Centre-Val de Loire i de centrala delarna av Frankrike. Kommunen ligger  i kantonen Vailly-sur-Sauldre som tillhör arrondissementet Bourges. År 2022 hade Thou 78 invånare.

## Befolkningsutveckling
Antalet invånare i kommunen Thou
Referens:INSEE